# Euzosteria femoralis
Euzosteria femoralis är en kackerlacksart som först beskrevs av Walker, F. 1868.  Euzosteria femoralis ingår i släktet Euzosteria och familjen storkackerlackor. Inga underarter finns listade i Catalogue of Life.